# Фламьон, Пьер
Пьер Фламьон (фр. Pierre Flamion; 13 декабря 1924, Моон — 3 января 2004, Дижон) — французский футболист и футбольный тренер. Наиболее известен по выступлениям за команды «Реймс» и «Труа-Савиньенн». Провёл 17 матчей за национальную сборную Франции.

## Биография
Родился 13 декабря 1924 года в Мооне. Начинал карьеру в местной команде. 
В мае 1944 года Фламьона пригласил к себе клуб «Реймс-Шампань», дабы выступить в финале Кубка Франции. По окончании войны «Реймс» был воссоздан в прежнем варианте, Фламьон стал его игроком на следующие шесть лет.
В 1950 году он перебрался в Марсель, но, несмотря на 12 забитых мячей, не продержался там больше одного сезона. Следующий сезон он отыграл за лионцев, но и там игра Пьера не впечатлила тренера и руководство. Зато успешным стоит считать его следующую командировку — свыше 180 матчей за ФК «Труа-Савиньенн». Завершал карьеру игрока в «Лиможе» и «Шомоне», где также исполнял обязанности играющего тренера.
За свою карьеру в поле Пьер Фламьон забил 106 голов в 286 матчах в Лиге 1 и 45 голов в 123 играх в D2.

## Достижения
Чемпионат Франции
- Чемпион (1): 1948/1949 («Реймс»)
- Вице-чемпион (1): 1946/1947 («Реймс»)

Кубок Франции
- Победитель (1): 1949/1950 («Реймс»)
- Финалист (2): 1943/1944 («Реймс-Шампань»), 1955/1956 («Труа-Савиньенн»)